# Шульц, Карл Лео
Карл Лео Шульц (англ. Karl Leo Schultz) — адмирал Береговой охраны США в отставке, с 2018 по 2022 годы занимал пост 26-го коменданта береговой охраны США.
Родился в г. Ист-Хартфорд, штат Коннектикут. В 1983 году окончил Академию береговой охраны США со степенью бакалавра искусств в гражданском строительстве. В 1992 году получил степень магистра по государственному управлению в университете Коннектикута, в 2006 году завершил годичное обучение по программе национального разведывательного сообщества в школе управления им. Кеннеди.
Шульц назначался на оперативные посты командующего береговым сектором Майами, командовал кораблями береговой охраны USCGC Venturous (WMEC-625), USCGC Acacia (WLB-406) и USCGC Farallon (WPB-1301). Он занимал штабные должности главы управления по делам Конгресса и правительства, был офицером связи в Конгрессе США, Государственном департаменте, Бюро по делам международного наркотрафика и правоохранительных органов, занимал посты офицера по назначениям в управлении по делам личного состава, командовал оперативным центром седьмого округа в Майами.
Служил директором по операциям (J3) Южного командования в Дорале, штат Флорида, где руководил военными операциями объединённых сил в Карибском бассейне, Центральной и Южной Америке. До этого командовал 11-м округом Береговой охраны, где отвечал за многоцелевые операции от Калифорнии до Перу. Занимал пост директора по правительственным и общественным делам в г. Вашингтон, где отвечал за внешние отношения с Конгрессом, СМИ и межправительственными организациями.
В августе 2016 года принял пост командующего атлантической зоной Береговой охраны. На этом посту надзирал над спасательными и поисковыми операциями Береговой охраны после ураганов Харви, Ирма, Мария и Нейт в 2017 году.
8 марта 2018 года министр внутренней безопасности США Кирстен Нильсен объявила о намерении президента США Дональда Трампа номинировать Шульца на должность коменданта Береговой охраны США на смену адмиралу Полу Ф. Цукунфту. Номинация Шульца и производство в адмиралы были подтверждены голосованием Сената от 9 мая 2018 года. 1 июня Шульц сменил Цукунфта на посту коменданта.
Его срок в должности коменданта закончился 1 июня 2022 года и в этот же день он ушёл в отставку.

## Награды и знаки отличия
|  |  |                            |
|  |  |                            |
|  |  |                            |
|  |  |                            |
|  |  |                            |
|  |  |                            |
|  |  | Бронзовая звезда за службу |
|  |  |                            |
|  |  |                            |
|  |  |                            |

| Badge   | Cutterman Officer Insignia                                                             | Cutterman Officer Insignia                                                                              | Cutterman Officer Insignia                                                          |
| 1-й ряд | Coast Guard Distinguished Service Medal                                                | Coast Guard Distinguished Service Medal                                                                 | Coast Guard Distinguished Service Medal                                             |
| 2-й ряд | Медаль «За отличную службу»                                                            | Орден «Легион почёта» с тремя золотыми звёздами повторного награждения                                  | Медаль «За похвальную службу» с двумя звёздами повторного награждения и пряжкой "O" |
| 3-й ряд | Coast Guard Commendation Medal с тремя звёздами повторного награждения и пряжкой "O"   | Coast Guard Achievement Medal со звездой повторного награждения и пряжкой "O"                           | Commandant's Letter of Commendation Ribbon                                          |
| 4-й ряд | Coast Guard Presidential Unit Citation с значком "ураган"                              | Единая награда воинской части                                                                           | Secretary of Transportation Outstanding Unit Award                                  |
| 5-й ряд | Coast Guard Unit Commendation с четырьмя звёздами повторного награждения и пряжкой "O" | Похвальная благодарность армейской воинской части с тремя звёздами повторного награждения и пряжкой "O" | Meritorious Team Commendation с тремя звёздами повторного награждения               |
| 6-й ряд | Coast Guard "E" Ribbon с тремя звёздами повторного награждения                         | Coast Guard Bicentennial Unit Commendation                                                              | Медаль «За службу национальной обороне» с одной бронзовой звездой за службу         |
| 7-й ряд | Медаль «За участие в глобальной войне с терроризмом»                                   | Медаль «За гуманитарную помощь» с двумя звёздами за службу                                              | Special Operations Service Ribbon с двумя звёздами за службу                        |
| 8-й ряд | Sea Service Ribbon с тремя звёздами за службу                                          | Rifle Marksmanship Ribbon                                                                               | Pistol Marksmanship Medal                                                           |
| Значки  | Command Ashore Pin                                                                     | | Command Afloat Pin                                                                  |